# Helina hirtibasis
Helina hirtibasis este o specie de muște din genul Helina, familia Muscidae, descrisă de Malloch în anul 1923. Conform Catalogue of Life specia Helina hirtibasis nu are subspecii cunoscute.